# Ni Jie
Ni Jie (ur. 24 września 1997) – chińska zapaśniczka walcząca w stylu wolnym. Druga w Pucharze Świata w 2017 roku.